# Giovanni di Buiamonte de' Becchi
Giovanni di Buiamonte de' Becchi (Florencia, segunda mitad del siglo XIII – 1310) fue un político italiano, ciudadano de la República de Florencia.
Fue confaloniero de justicia en el 1283 y cubrió también otros cargos públicos, que le hicieron ganar el título de "caballero" en el 1298. Tropezó con bancarrota fraudulenta pocos años después y escapó entonces de Florencia.
Por su actividad bancaria, florecida sobre todo en las ramificaciones en Provenza y Champaña, él es citado por Dante Alighieri (si bien sin poner el nombre claramente) en el giro de los usureros del Infierno (XVII vv. 72-73), donde es llamado por un miembro de la familia Scrovegni (quizás Reginaldo), en cuanto estaba todavía vivo.

"Venga el caballero soberano, / que en la bolsa lleva tres picos"

Los usureros son citados a través el escudo familiar y, también en este caso, Dante elige uno animalesco (las otras familias son los Gianfigliazzi, que tenían un león, los Obriachi, que tenían un ganso y los Scrovegni, una cerda), siendo el símbolo de la familia de los Becchi compuesto por tres cabras negras en campo de oro.
Dante enfatiza que él es un "cavaliere", aumentando con sarcasmo el sentido despreciativo de un noble que se dedica a una actividad tan vergonzante (según la visión medioeval) como es la usura.